# Вдова (сериал)
«Вдова» (англ. The Widow) ― британский телевизионный драматический сериал, созданный и написанный Гарри и Джеком Уильямсами, транслируемый как на британском ITV, так и на американском потоковом сервисе Amazon Prime Video, при этом Prime также транслирует сериал на международном уровне. Сериал был выпущен на Amazon Prime Video 1 марта 2019 года, а затем транслировался на ITV с 8 апреля 2019 года.

## Сюжет
Сериал рассказывает о Джорджии Уэллс, чей муж Уилл погиб в авиакатастрофе во время поездки в Конго в Африке. Три года спустя она видит похожего на него мужчину в новостях, сообщающих о гражданских беспорядках в Демократической Республике Конго, и отправляется в Киншасу, чтобы раскрыть правду. Она начинает искать ответы, в частности, почему её муж инсценировал собственную смерть. Сериал из восьми серий включает в себя несколько сюжетных линий и исследует такие темы, как насилие и коррупция.

## В ролях
- Кейт Бекинсейл ― Джорджия Уэллс
- Чарльз Дэнс ― Мартин Бенсон
- Алекс Кингстон ― Джудит Грей
- Бабс Олусанмокун ― Генерал Азикиве
- Шалом Няндико ― Адиджи
- Луиана Бонфим ― Гаэль Казади
- Луиза Брили ― Беатрикс
- Барт Фуше ― Питер Белло/Хенни Бот
- Оулавюр Дарри Оулафссон ― Ариэл
- Говард Чарльз ― Том
- Регинал Кудиву ― Джамба

## Производство
«Вдова» ― совместное производство британского ITV и Amazon Video. Сериал снимался в Южной Африке, Уэльсе и Роттердаме. Кейт Бекинсейл с трудом переносила жару и даже была госпитализирована после того, как потеряла сознание во время съемок.

## Список серий
| № | Название         | Режиссёр      | Автор сценария               | Дата премьеры | Original UK air date | Зрители UK (млн) |
| --- | ---------------- | ------------- | ---------------------------- | ------------- | -------------------- | ---------------- |
| 1 | «Мистер Текила»  | Сэм Донован   | Гарри Уильямс и Джек Уильямс | 1 марта 2019  | 8 апреля 2019        | 8.08             |
| Джорджия Уэллс живет одна в коттедже в сельской местности Уэльса. Во время просмотра новостей о гражданских беспорядках в Демократической Республике Конго она видит мужчину, которого считает своим мужем, предположительно погибшим в авиакатастрофе тремя годами ранее. Все еще преследуемая прошлым, Джорджия отправляется в Конго, чтобы узнать правду. |                  |               |                              |               |                      |                  |
| 2 | «Зеленый Лев»    | Сэм Донован   | Гарри Уильямс и Джек Уильямс | 1 марта 2019  | 9 апреля 2019        | 6.88             |
| Чтобы узнать правду о своем муже, Джорджия должна сначала поработать с Эммануэлем, вместе они пытаются разыскать таинственного Питера Белло. Тем временем Беатрикс делает шокирующее открытие о том, как Ариэль потерял зрение. |                  |               |                              |               |                      |                  |
| 3 | «Выжившие»       | Сэм Донован   | Гарри Уильямс и Джек Уильямс | 1 марта 2019  | 15 апреля 2019       | 6.74             |
| Джудит организует поездку в Грузию с группой медицинских работников, но нестабильность в регионе угрожает сорвать их путешествие. Питер заставляет Адиджу принять участие в ужасающем упражнении, в то время как Ариэль должен противостоять ужасам своего прошлого.                                                                                         |                  |               |                              |               |                      |                  |
| 4 | «Вайлет»         | Сэм Донован   | Гарри Уильямс и Джек Уильямс | 1 марта 2019  | 16 апреля 2019       | 6.42             |
| Мартин и Ариэль пытаются установить личность генерала армии, связанного с авиакатастрофой, в то время как Джорджия подвергает себя опасности, чтобы приблизиться к неуловимому Питеру. |                  |               |                              |               |                      |                  |
| 5 | «Потеза»         | Олли Блэкберн | Гарри Уильямс и Джек Уильямс | 1 марта 2019  | 22 апреля 2019       | 6.27             |
| Когда она наконец сталкивается лицом к лицу с Питером, Джорджия прибегает к крайним мерам, чтобы узнать больше об исчезновении Уилла. Возвращение Джудит домой навевает воспоминания из ее прошлого, но она не предвидит неожиданного поворота судьбы. |                  |               |                              |               |                      |                  |
| 6 | «Паук и паутина» | Олли Блэкберн | Гарри Уильямс и Джек Уильямс | 1 марта 2019  | 23 апреля 2019       | 6.16             |
| Джорджия и Адиджа совершают путешествие вглубь конголезской пустыни, которое приводит к неожиданным последствиям. Тем временем в поисках ответов об авиакатастрофе Мартин все ближе приближает себя и Ариэль к опасному пути Азикиве. |                  |               |                              |               |                      |                  |
| 7 | «Уилл»           | Олли Блэкберн | Гарри Уильямс и Джек Уильямс | 1 марта 2019  | 29 апреля 2019       | 6.77             |
| Поиски Уилла приводят Джорджию в Руанду. По прибытии она готовится наконец узнать ответы о том, что на самом деле случилось с ее мужем, но не готова к тому, что она там найдет. |                  |               |                              |               |                      |                  |
| 8 | «Найджел»        | Олли Блэкберн | Гарри Уильямс и Джек Уильямс | 1 марта 2019  | 30 апреля 2019       | 6.30             |
| Ошеломленная откровениями об Уилле, Джорджия возвращается в Киншасу. Но прежде чем она сможет исправить ошибки прошлого, она должна сразиться с теми, кто полон решимости помешать ей раскрыть правду. |                  |               |                              |               |                      |                  |